# 卢戈 (意大利)
卢戈是意大利艾米利亚-罗马涅大区拉韦纳省的一个镇，面积116平方公里，2005年人口31,927人。

## 友好城市
- 法國 舒瓦西勒鲁瓦